# Ockerstirn-Ameisenpitta
Der Ockerstirn-Ameisenpitta (Grallaricula ochraceifrons) ist eine seltene Vogelart aus der Familie der Ameisenpittas (Grallariidae), die bislang nur von einigen wenigen Exemplaren bekannt ist. Die Art bewohnt ein sehr kleines Verbreitungsgebiet im Nordwesten Perus und ist auf intakte, subtropische Bergwälder als Lebensraum angewiesen. Auf Grund ihrer Seltenheit sind fast alle Aspekte ihres Verhaltens noch unbekannt. Das Fortbestehen des Ockerstirn-Ameisenpittas gilt auf Grund von Lebensraumverlust als stark gefährdet.

## Merkmale
Ockerstirn-Ameisenpittas sind kleine Vögel, gehören mit einer ausgewachsenen Größe zwischen 11,5 und 12 cm aber schon zu den größeren Vertretern ihrer Gattung. Ihr Gewicht liegt bei etwa 23 g. Der Körperbau wirkt durch einen dicken, kurzen Hals, kurze Flügel und einen sehr kleinen Schwanz allgemein rundlich. Im Kontrast hierzu sind die Beine recht lang und liegen weit hinten am Körper, wodurch die Haltung aufrecht wirkt. Anders als bei den meisten Arten der Gattung liegt beim Ockerstirn-Ameisenpitta ein leichter aber äußerlich erkennbarer Sexualdimorphismus vor. Die namensgebende, ockergelbe Färbung an der Stirn und im vorderen Bereich der Haube findet sich nur bei männlichen Exemplaren. Weibchen sind in diesem Bereich eher bräunlich gefärbt, generell ist ihr Gefieder an der Oberseite etwas dunkler als das der Männchen. So tendiert bei ihnen die Farbe des Rückens und beider Flügelseiten zu Dunkelbraun, während diese Bereiche bei männlichen Vögeln eher olivbraun sind. Weitergehende Unterschiede bestehen allerdings nicht. Die Zügel und ein breiter Ring um die Augen zeigen bei beiden Geschlechtern in etwa dieselbe ockergelbe Färbung wie die der Stirn der Männchen. Kehle, Brust und Bauch besitzen eine weiße Grundfärbung, die von einem Muster breiter, schwarzer Streifen durchzogen wird, die in Richtung Unterschwanzdecken langsam weniger ausgeprägt wird. Vor allem im Brustbereich entsteht durch diese Musterung ein geschuppt wirkendes Aussehen. An den Seiten und Flanken wird die weiße Grundfärbung von Cremetönen abgelöst, außerdem tendiert die Musterung in diesem Bereich eher zu dunklen Brauntönen und wirkt weniger klar abgegrenzt. Beine und Füße sind pink und leicht grau verwaschen. Die obere Mandibel des kurzen, geraden Schnabels ist einheitlich schwarz gefärbt, während sich an der unteren Mandibel diese Färbung nur in der vorderen Hälfte findet. Ihre Basis ist hingegen rosa bis pink. Die Iris des Auges zeigt in dunkles Braun. Das Aussehen von noch nicht ausgewachsenen Exemplaren oder Nestlingen der Art ist bislang noch unbeschrieben.

## Habitat und Verhalten
Die wenigen bekannten Sichtungen des Ockerstirn-Ameisenpittas gelangen alle in stark von Moosen und Epiphyten überwucherten, niedrig wachsenden Bergwäldern auf Höhenlagen zwischen 1850 und 2400 m. Hier bewohnt die Art wohl ausschließlich die unteren Etagen des Waldes. Über Ernährung und Jagdverhalten ist nichts bekannt, bei anderen Vertretern der Gattung handelt sich allerdings um mehr oder weniger reine Insektenfresser. Das Fortpflanzungsverhalten ist ebenso wie die Eier und Nester bislang unbeschrieben. Die einzig dokumentierte Lautäußerung ist ein einzelner, pfeifender Ton, der in etwa wie wheeu? klingen soll und alle 6 bis 15 Sekunden wiederholt wird. Ob es sich dabei um den eigentlichen Gesang der Art oder beispielsweise einen Kontaktruf handelt, ist unklar.

## Verbreitung und Gefährdung

Bekanntes Verbreitungsgebiet des Ockerstirn-Ameisenpittas

Der Ockerstirn-Ameisenpitta ist ein endemischer Bewohner der peruanischen Anden, wo er ein sehr kleines Verbreitungsgebiet an den östlichen Hängen der Bergkette bevölkert. Hierbei bildet das Tal des Río Marañón im Norden eine natürliche Grenze. Die IUCN schätzt den Bestand der Art auf 150 bis 700 adulte Individuen, der Populationstrend ist erkennbar abnehmend. Hierbei wirkt sich vor allem die teilweise rasante Abholzung der Wälder in dem Gebiet negativ auf die Bestandsentwicklung aus. Auf Grund eines kontinuierlichen Bevölkerungszuwachses in der Region müssen die Primärwälder zunehmend Siedlungen, landwirtschaftlichen Flächen, Straßen und Bergbauprojekten weichen. Die IUCN stuft den Ockerstirn-Ameisenpitta daher mit Stand 2016 als „stark gefährdet“ (Status endangered) ein.

## Systematik
Die Erstbeschreibung des Ockerstirn-Ameisenpittas stammt aus dem Jahr 1983 und geht auf die Ornithologen Gary Russell Graves, John Patton O’Neill und Theodore Albert Parker III zurück. Der Holotyp ist ein männliches Exemplar, das im August 1976 auf einer Höhe von 1890 m in der peruanischen Provinz San Martín gesammelt worden war. Als wissenschaftlichen Namen der neuen Art vergaben die Forscher das Binomen Grallaricula ochraceifrons, wobei sich das Artepitheton auf die Färbung der Stirn und Haube männlicher Vögel bezieht. Es setzt sich aus den lateinischen Begriffen ochraceus für „ockerfarben“ und frons oder frontis für „Stirn“, „Braue“ zusammen. Die Art wird als monotypisch angesehen. Die genauen Verwandtschaftsverhältnisse innerhalb der Gattung Grallaricula sind bislang noch unerforscht, eine enge Verwandtschaft mit den ähnlich gefärbten Schmuck- (G. peruviana) und Schuppenameisenpittas (G. loricata) liegt jedoch nahe. Möglicherweise bilden diese drei Arten auch eine gemeinsame Superspezies.